# Elvarázsolt dollárok
Az Elvarázsolt dollárok (Killing Floor) Lee Child első, a Putnamnél 1997-ben megjelent regénye. A könyv elnyerte a legjobb debütáló regénynek járó Anthony- és a Barry-díjat. Ez az első könyv, amiben szerepel Jack Reacher. A regényt a 2022-ben bemutatott Reacher című televíziós sorozat első évada dolgozta fel.

## Összefoglalás
|  | Alább a cselekmény részletei következnek! |

Jack Reacher Georgia egyik kitalált városában, Margrave-ben azért száll le a Greyhound egyik buszáról, mert eszébe jut, hogy Blind Blake, a híres zenész itt halt meg. Ezt a testvére mesélte el neki. Legnagyobb meglepetésére egy helyi étteremben gyilkosság vádjával letartóztatják. Találkozik Finlay detektívvel, akinek megpróbálja elmesélni, hogy a gyilkosság idejében nem volt a helyszínen. A halott ember cipőjében egy telefonszámra emlékeztető feljegyzést találnak. Finlay felhívja a számot, és a vonal túloldalán lévő embert ráveszi, hogy magát Hubble úrnak adja ki. Beviszik a rendőrőrsre, ahol kihallgatják. Gyorsan megtörik, és beismeri a gyilkosságot. Reacher azonban nem hisz neki. Mindkettőjüket bezárják egy állami börtönbe, ahol nem kis galibába keverednek. Kétnapnyi fogság után Roscoe (egy olyan női börtönalkalmazott, aki iránt Reacher érzéseket kezd táplálni) bebizonyítja, hogy Reacher valóban ártatlan, és valóban a tetthely közelében sem volt azon a napon. Roscoe felveszi Reachert, és visszamennek Margrave-ba. Megpróbálják megtalálni az összes elveszett nyomot. Reacher rájön a gyilkos azonosságára. Hubble eltünt, a felesége pedig hisztérikusan követeli Reachertől, hogy kerítse elő. Ekkor jön a hír, hogy Morrisont és a feleségét holtan találták a házukban. A történet további részében kiderül, hogy Margrave-ban több milliárd dollár értékben hamisítanak pénzt. Reacher és újonnan alakult csoportja ezt próbálja meggátolni.
|  | Itt a vége a cselekmény részletezésének! |

## Magyarul
- Ne add fel könnyen; ford. Sárossy Beck Anita; General Press, Bp., 1999 (Világsikerek)
- Elvarázsolt dollárok; ford. Beke Zsolt; General Press, Bp., 2017

## Díjak és jelölések
- 1998 Anthony-díj, legjobb debütáló regény[1]
- 1998 Barry-díj győztese, legjobb debütáló regény[2]
- 1998 Dilys-díj jelölés[3]
- 1998 Macavity-díj jelölés: legjobb debütáló krími[4]